# Trofeo Villa de Gracia
El Trofeo Villa de Gracia (Trofeu Vila de Gràcia en catalán) es un torneo amistoso organizado anualmente por el Club Esportiu Europa desde la temporada 1995-96 en su estadio, el Nou Sardenya. Se juega a partido único entre el primer equipo del Club y un equipo invitado. Generalmente se juega el 15 de agosto, coincidiendo con la Fiesta Mayor de la Villa de Gracia, y suele dar comienzo a la temporada deportiva.
Se jugó por primera vez el 15 de agosto de 1995, con motivo de la inauguración del remodelado estadio del Club, el Nou Sardenya. Fue el primer partido oficial del CE Europa después de la reforma en profundidad de su terreno de juego. Desde entonces se ha jugado anualmente, salvo en 2014 y 2022 (a causa de obras en el campo) y en 2020 (a causa de la pandemia). En algunas ediciones participaron el CE Europa y tres equipos invitados, jugándose semifinales y final, antes de consolidarse el formato actual de partido único. 

## Historial
| Edición                                                                | Años | Campeón         | Resultado | Subcampeón          |
| ---------------------------------------------------------------------- | ---- | --------------- | --------- | ------------------- |
| 1.ª                                                                    | 1995 | UE Lleida       | 1–0       | CE Europa           |
| 2.ª                                                                    | 1996 | CE Europa       | 3–2       | CE L'Hospitalet     |
| 3.ª                                                                    | 1997 | Terrassa FC     | 2–1       | CE Europa           |
| 4.ª                                                                    | 1998 | UDA Gramenet    | 1–0       | CE Europa           |
| 5.ª                                                                    | 1999 | Real Zaragoza B | 2–1       | CE Europa           |
| 6.ª                                                                    | 2000 | CE Europa       | 5–0       | CE Premià           |
| 7.ª                                                                    | 2001 | RCD Español B   | 3–1       | CE Europa           |
| 8.ª                                                                    | 2002 | CE Europa       | 2–1       | Nàstic de Tarragona |
| 9.ª                                                                    | 2003 | CE Europa       | 3–2       | RCD Español B       |
| 10.ª                                                                   | 2004 | CE Europa       | 3–0       | FC Barcelona B      |
| 11.ª                                                                   | 2005 | CE Europa       | 2–0       | CE Sabadell         |
| 12.ª                                                                   | 2006 | Girona FC       | 3–1       | CE Europa           |
| 13.ª                                                                   | 2007 | FC Barcelona B  | 3–1       | CE Europa           |
| 14.ª                                                                   | 2008 | UDA Gramenet    | 2–0       | CE Europa           |
| 15.ª                                                                   | 2009 | CE Sabadell     | 1–0       | CE Europa           |
| 16ª                                                                    | 2010 | CE Europa       | 2–0       | FC Santboià         |
| 17.ª                                                                   | 2011 | UE Sant Andreu  | 0–0 (pp)  | CE Europa           |
| 18.ª                                                                   | 2012 | RCD Español B   | 0–0 (pp)  | CE Europa           |
| 19.ª                                                                   | 2013 | CE Europa       | 1–0       | UE Olot             |
| 2014 No se disputó por obras en el estadio Nou Sardenya                |      |                 |           |                     |
| 20.ª                                                                   | 2015 | UE Cornellà     | 1–0       | CE Europa           |
| 21.ª                                                                   | 2016 | CE Europa       | 2–0       | UE Cornellà         |
| 22.ª                                                                   | 2017 | Terrassa FC     | 2–2       | CE Europa           |
| 23.ª                                                                   | 2018 | CE Europa       | 1–1 (pp)  | Lleida Esportiu     |
| 24.ª                                                                   | 2019 | CE Europa       | 1–0       | AE Prat             |
| 2020 No disputado a causa de la pandemia                               |      |                 |           |                     |
| 25.ª                                                                   | 2021 | RCD Español B   | 2–1       | CE Europa           |
| 2022 No disputado por instalación de césped en el estadio Nou Sardenya |      |                 |           |                     |
| 26.ª                                                                   | 2023 | Terrassa FC     | 3–0       | CE Europa           |
| 27.ª                                                                   | 2024 | CE Europa       | 4–2       | CE L'Hospitalet     |

(pp): resuelto en los penaltis

## Palmarés
- Con 12 títulos: CE Europa

- Con 3 títulos: RCD Español B y Terrassa FC

- Con 2 títulos: UDA Gramanet

- Con 1 título: UE Lleida, Real Zaragoza B, Girona FC, FC Barcelona B, CE Sabadell, UE Sant Andreu y UE Cornellà